# 財政部財政人員訓練所
財政部財政人員訓練所，簡稱財訓所，是中華民國財政部所屬機關，成立於1969年，是政府財政人員的培訓機關。

## 沿革
1969年10月16日，中華民國財政部成立財稅人員訓練所，辦理財政人員及相關人員在職訓練。1983年12月23日，依據〈財政部組織法〉授權，總統令公布〈財政部財稅人員訓練所組織條例〉，編制正式法制化。2001年，財稅人員訓練所原與臺灣省菸酒公賣局員工訓練所共用大樓，翌年臺灣省菸酒公賣局民營化，2002年7月改組臺灣菸酒股份有限公司，財政人員訓練所自2002年11月遷至現址。2013年1月1日，為配合行政院組織調整和〈財政部組織法〉修正，財稅人員訓練所正式更名為財政部財政人員訓練所，擴大組織功能。
2013年，華固建設與財政部國有財產署簽訂財政部財政人員訓練所土地開發案合約，以新台幣13.88億元拿下華固建設首筆地上權案，承攬建造三棟財政部新大樓與五棟住宅大樓。

## 外部連結
- 財政部財政人員訓練所